# بينغو (لاعب كرة قدم، مواليد 1980)
إريكسون كارلوس دوس سانتوس سيلفا (بالبرتغالية: Erison Carlos dos Santos Silva‏) (22 مايو 1980 في البرازيل – )؛ هو لاعب كرة قدم كان يلعب كلاعب وسط.

## وصلات خارجية
- إريكسون كارلوس دوس سانتوس سيلفا على موقع رابطة كرة القدم اليابانية للمحترفين (اليابانية)
- إريكسون كارلوس دوس سانتوس سيلفا على موقع دوري كوريا الجنوبية (الإنجليزية)
- إريكسون كارلوس دوس سانتوس سيلفا على موقع قاعدة بيانات كرة القدم.إي يو (الإنجليزية)
- إريكسون كارلوس دوس سانتوس سيلفا على موقع Soccerway.com (الإنجليزية)
- إريكسون كارلوس دوس سانتوس سيلفا على موقع عالم كرة القدم.نت (الإنجليزية)